# Picacho La Peña
El Picacho La Peña es una formación de montaña ubicada en el extremo oeste del estado La Guaira, Venezuela. A una altitud promedio entre 1640 m s. n. m. y 1709 m s. n. m. el Picacho La Peña es una de las montañas más altas en Vargas. 

## Acceso
La arista del Picacho La Peña funciona como base del extremo sur de la carretera Carayaca-El Junquito. Por el sur están las comunidades rurales de «Río Arriba» y Petaquire. Por el norte los poblados de «La Lagunita» y «Corralito».